# Virtual Lies - Fuori controllo
Virtual Lies - Fuori controllo è un film televisivo del 2012, diretto da George Erschbamer.

## Trama
Jamie Chapman è sposata con Will da quindici anni, ma trà i due si è venuta a creare una distanza dopo che lui ha perso il lavoro. A peggiorare le cose, Jamie scopre che il marito ha intrapreso una relazione via chat con un'altra donna, "AJ." Messo alle strette l'uomo confessa tutto ed i due coniugi decidono di tentare di salvare la loro relazione soprattutto per il bene del loro figlio Dylan. Quello che essi ignorano è che AJ non accetta di essere stata scaricata e fa di tutto per insidiarsi nella famiglia e per poter portare via alla donna Will.

## Riconoscimenti
- 2013 - Leo Awards
  - Candidato al Leo Award per la miglior colonna sonora